# Ейский трамвай
Е́йский трамва́й — трамвайная система на паровой тяге, функционировавшая в Ейске с 1915 по 1918 годы.

## История
- 1910—1911 — при строительстве Ейской железной дороги от станции Ейск к карьеру на Ейской косе проведена узкоколейная железнодорожная ветка для подвоза песка и ракушки .
- 1914 — в результате шторма и размыва перешейка, Ейская коса разделяется на две части.
- 1915 — Акционерным обществом Ейской железной дороги открыто пассажирское движение от станции Ейск до пляжа на Ейской косе. Эксплуатировался состав из паровоза и трёх вагонов.
- 1918 — движение прекращено из-за Гражданской войны.